# Олаф I Трюггвасон
О́лаф (Олав) I Трю́ггвасон (иногда упоминаемый с прозванием «Воронья кость» (Кракабен; Kråkebein); норв. Olav Tryggvason, Óláfr Tryggvason; ок. 963 — 1000) — король Норвегии с 995 по 1000 год, правнук короля Харальда Прекрасноволосого. Главный герой «Саги об Олаве сыне Трюггви».

## Биография

### Ранние годы
Олаф родился около 963 года, хотя эта дата является спорной. В различных источниках приводятся даты от 960 до 969 года. «Сага об Олаве сыне Трюггви» свидетельствует, что он был назван по имени деда, а по скандинавским традициям, если бы мальчик родился после смерти отца, то был бы назван в честь него, а не деда (с другой стороны, в самой Саге говорится, что Астрид родила уже после смерти мужа). Едва ли можно предположить, зная дату гибели отца Олафа (963 год), что его сын был рожден позднее 964 года. Версии о более поздней дате рождения Олафа I автоматически поднимают вопрос о принадлежности его к роду Хорфагеров и легитимности претензий на трон.
Отцом Олафа был Трюггви Олафссон, внук первого короля (конунга) Норвегии Харальда I, конунг Вингулмарка и Викена; матерью — Астрид Эйриксдоттир (норв. Astrid), дочь бонда Эйрика Бьодаскалли, «могущественного мужа из Опростадира» (ныне Обрестад, коммуна Хо в Ругаланне). У Олафа было две старших сестры: Ингеборга Трюггведоттир (ок. 960 — ок. 1019), супруга вестергетландского ярла и ладожского посадника Рёгнвальда (Рагнвальда или Рогволода) Ульфсона, двоюродного брата шведской принцессы Ингегерд (жены Ярослава Мудрого), и Астрид Трюггведоттир (ок. 962 — ок. 1006), супруга лендрмана Эрлинга Скьялгссона.
В 963 году Трюггви Олафссон в ходе борьбы за власть между представителями рода Хорфагеров был убит Гудрёдом Эйрикссоном, братом короля Харальда Серой Шкуры (Гудрёд и Эйрик были двоюродными братьями Трюггви). После этого мать Олафа Астрид бежала с новорожденным сыном в Опростадир к отцу, а после — в Швецию, спасаясь от убийц мужа. Из Швеции Астрид решает ехать к своему брату Сигурду Эйрикссону, который служил в дружине князя новгородского Владимира Святославича (будущего крестителя Руси Владимира Святого). Однако по дороге в Новгород на корабль, где находились Астрид и Олаф, напали эстские пираты. В полурабском состоянии Олаф с матерью жили в стране эстов шесть лет, пока посланный собирать с эстов налоги Сигурд случайно не встретил племянника и не выкупил его.

### При дворе Владимира Святославича
Попав на Русь в девятилетнем возрасте (то есть в 972 году), он прожил здесь ещё девять лет. Тем временем, в 970 году был убит конунг Харальд Серая Шкура и норвежская корона перешла к королю Дании Харальду Синезубому, а фактическая власть оказалась в руках ярла Хакона Могучего.
Олаф был взят в дружину Владимира Святославича, который до 978 года был новгородским, а после — киевским князем. Олаф пользовался популярностью среди дружинников, он также снискал хорошее отношение со стороны великого князя, как сказано в Саге: «Вальдимар конунг сделал его начальником войска, которое он посылал на защиту своей страны». Воевал в походе Владимира Святославича на Червенские города в 981 году. Возвышение Олава и его тесные отношения с женой Владимира (в саге она названа Аллогией, по Татищеву — её имя Олава) вызвали недовольство и домыслы. Завистникам удалось убедить великого князя в том, что дальнейшее пребывание Олафа на Руси опасно.
Около 981 года Олаф оставляет службу у Владимира и отправляется в поход по Балтике.

### Польский период
В 982 году он попал в шторм у земли вендов (вероятно, Польша), где остался на зиму и женился на дочери местного короля Бурислава (в саге — Бурицлава) Гейре. Кого саги называют Буриславом доподлинно неизвестно. Некоторые учёные считают, что это собирательный образ королей Мешко I и его сына, Болеслава Храброго. Также есть версия, что в одном из польских княжеств действительно правил князь по имени Бурислав (Болеслав). Зимой 982/983 года Олаф воевал в Швеции (Скания и Готланд) и захватил большую добычу.
В это же время на севере начинается война Харальда Синезубого с его собственным сыном Свеном Вилобородым, не пожелавшим принять христианство. Волнения вскоре перекинулись и на земли славян, которые начали уничтожать церкви и вырезать христианское духовенство (Славянское восстание 983 года). В этих условиях Оттон II Рыжий, император Священной Римской империи, собирает войско, к которому присоединяются саксы, франки, фризы и поляки, и организует поход против славянских, датских и норвежских язычников. При этом, несмотря на свидетельство саги, сам Оттон (конунг Отта) в походе не участвовал: в июле 983 года умер папа Бенедикт VII, и Оттон отправился в Рим на выборы нового папы. Находясь в Риме, в декабре 983 года Оттон, узнав о неудачах на севере, умер.
Король вендов Бурислав также присоединился к германским войскам. Опять же можно отождествить Бурислава с Мешко I, который был вынужден пойти на союз с империей в условиях опасности, исходившей от языческой Дании в начале 980-х годов. Олаф также присоединился к польским войскам. В саге допущена неточность — вместе с описанием похода поляков против восставших славян и датчан в 983 году описываются события первого похода Оттона II против Харальда Синезубого, который состоялся в 973—974 г. Описана битва у Датского Вала (Даневирке). Войскам не удалось взять вал, который защищал норвежский ярл Хакон. Далее описано заключение мира между Оттоном и Харальдом Синезубым, условием которого стало крещение Свена, сына Харальда и ярла Хакона.
Вернувшись в страну вендов, Олаф прожил со своей женой всего три года, после чего она неожиданно заболела и умерла. Тяжело переживая это, Олаф покинул земли Бурислава и вновь отправился в морской поход.

### Участие в Крещении Руси
Существует версия, опровергаемая рядом историков, согласно которой, после трёх лет пребывания на Балтике Олаф вернулся на Русь. Здесь ему, якобы, приснился сон о рае и аде, и было видение, что он должен отправиться в Грецию и принять христианство. Далее, вернувшись из Греции, Олаф обратил в христианство Владимира Святославича и его жену. Эта версия основана на так называемой «Большой Саге» или «Саге Одда», многие эпизоды из которой отсутствуют в «Саге об Олаве Трюггвасоне» Снорри Стурлусона. Некоторые западные и российские исследователи (Бумгартен, Таубе) в целом принимают версию «Большой саги» и не отрицают участия Олафа в Крещении Руси, другие же (Е. А. Рыдзевская, И. П. Шаскольский, Рамм, Т. Н. Джаксон) считают эту версию вымыслом.
Т. Н. Джаксон проводит также параллель с эпизодом из «Повести временных лет», в которой под 983 годом упоминаются слова некоего варяга, пришедшего из Греческой земли, о христианской вере («Боги ваши есть дерево. Сегодня есть, а завтра сгниют. Они не едят, не пьют и не говорят и сделаны руками из дерева. А Бог есть един, ему же служат Греки и кланяются»). Часть высказываний варяга совпадает со словами Олафа Трюггвасона о язычестве, которые приведены в «Большой саге».

### Ирландский период
После продолжительного пребывания в землях славян Олаф отправился в Англию. Он воевал в Нортумберленде, а также в Шотландии, Ирландии и Уэльсе. После этого он отправился на острова Силли (Сюллинги). Там он встретился с предсказателем, который предрёк ему большое будущее: стать конунгом и обратить многих людей в христианскую веру. Сага приводит слова предсказателя:
Ты будешь знаменитым конунгом и совершишь славные дела. Ты обратишь многих людей в христианскую веру и тем поможешь и себе, и многим другим. И чтобы ты не сомневался в этом моем предсказании, я дам тебе такой знак: у тебя на кораблях будет предательство и бунт. Произойдет битва, и ты потеряешь несколько своих людей, а сам будешь ранен. Рану твою посчитают смертельной, и тебя отнесут на щите на твой корабль. Но через семь дней ты исцелишься от этой раны и вскоре примешь крещение.
Согласно легенде, так и произошло — вернувшись к своим кораблям, Олаф встретил разбойников и в сражении с ними был ранен, но излечился через 7 дней. После этого Олаф и его дружина крестились.
Крестившись, Олаф вернулся в Ирландию, где женился на Гиде (Гюде, Гите), дочери Олафа Кварана, короля Дублина. Тем временем, в разгаре была война Харальда Синезубого с его сыном Свеном Вилобородым.
Олаф жил в Ирландии, и там его называли Али. Когда Хакон Могучий, правитель Норвегии, узнал о «норвежском конунге Али», он стал интересоваться его происхождением и настоящим именем. Посланники Хакона прибыли к Олафу и рассказали ему, что Хакон ярл очень могущественный, но норвежцы хотят видеть у власти потомка короля Харальда Прекрасноволосого.

### Восстание в Норвегии и приход Олафа к власти
Воспользовавшись народными настроениями, Олаф отправляется в Норвегию, чтобы завоевать трон. Сперва он заручается поддержкой Сигурда Хлодвирссона, ярла (графа) Оркнейских островов, которого заставляет принять крещение. Однако по совету Торира, подручного ярла Хакона, Олаф решил не раскрывать своего имени, чтобы застать норвежского правителя врасплох.
Восстание в Норвегии началось даже не под влиянием возвращения Олафа, а стало следствием ухудшения отношений между норвежскими землевладельцами и ярлом Хаконом Могучим. Известно, что Хакон заставлял бондов присылать к нему своих жён и дочерей, что вызвало серьёзное недовольство. Сага называет инициатором восстания против Хакона бонда по имени Орм Люргья. Узнав о начавшемся восстании, а затем и о приближении Олафа Трюггвасона, ярл Хакон бежал в Оркдал (Оркадаль), чтоб укрыться в доме своей любовницы Торы.
Тем временем, Олафу удаётся победить в битве Эрленда Хаконссона, одного из сыновей ярла Хакона. В этой битве Эрленд погиб. После этого восставшие бонды объединяются вокруг Олафа и начинают поиски ярла Хакона. Олафу удалось разузнать, что Хакон находится в доме у Торы. Узнавший об этом раб Хакона Тормод Карк, испугавшись расправы, убил господина и отрезал ему голову, которую преподнёс затем Олафу. Впрочем, это не помогло Карку, который поплатился за своё предательство — его голова была отрублена вслед за головой ярла Хакона. Обе головы были вывешены на всеобщее обозрение в Нидархольме (окрестности современного Тронхейма) в знак победы Олафа Трюггвасона.

### Правление в Норвегии. Христианизация
Так в 995 году Олаф Трюггвасон на всеобщем тинге был провозглашён верховным конунгом (королём) Норвегии. Норвегия вышла из-под датской власти. В 997 году Олаф основал город Нидарус (Тронхейм), на центральной площади которого теперь находится памятник основателю.
Завладев Норвегией, Олаф стал ревностно насаждать в ней христианство. Он крестил норвежские провинции (Викен, Агдир, Ругаланн). От него крещение принял Лейф Счастливый, который привёз из Норвегии епископа в Гренландию и крестил её, а позднее стал первым европейцем, добравшимся до берегов Америки. По приказу Олафа христианство приняло население Оркнейских островов и их правитель. По заданию Олафа епископом Тангбрандом была крещена Исландия.
Весной 996 года Олаф решил посвататься к Сигрид Гордой. Её происхождение неизвестно: в источниках она фигурирует под именами Сигрид и Святослава. Неясно, реальное ли это историческое лицо или собирательный образ. Титмар Мерзебургский и Адам Бременский сообщают о польской княжне Святославе, дочери Мешко I, которая сначала была женой Эрика Победоносного, а после Свена Вилобородого. Соответственно, по этой версии, Сигрид — это Святослава, дочь Мешко I (потому что Сигрид Гордая в скандинавских источниках называется женой Эрика Победоносного, впоследствии вступившей в брак со Свеном). Однако сага называет Сигрид дочерью викингского вождя Скагула Тосте.
Предлагая брак, конунг потребовал, чтобы Сигрид приняла христианство. Она отказалась, между ними произошла ссора, в ходе которой Олаф ударил Сигрид перчаткой по лицу и назвал злостной язычницей. Она ответила на это фразой: «Это может привести к твоей смерти». Месть со стороны Сигрид называют одной из причин восстания против конунга Олафа. После ссоры, Сигрид вышла замуж за его противника, короля Дании Свена Вилобородого. Сам Олаф женился на сестре Свена Вилобородого, Тире, которая изначально должна была выйти за «короля вендов Бурицлава» (возможно, за Болеслава Храброго), но эта свадьба не состоялась.

### Восстание против Олафа. Битва у Свольдера

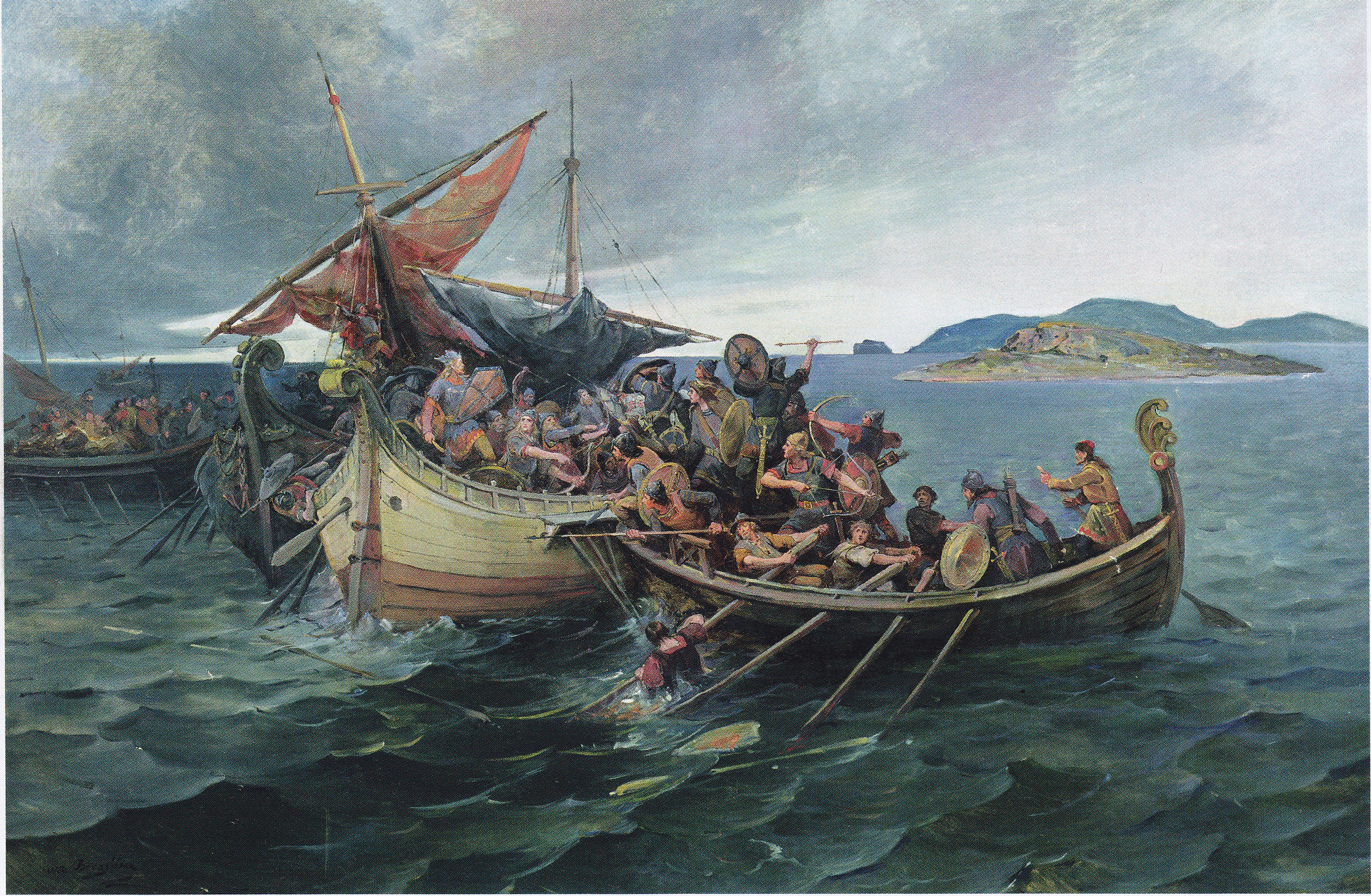
Нильс Бергслин. «Йомсвикинги в битве у Свольдера» (1900)

Недовольные правлением Олафа, а особенно насаждением христианства, норвежские вельможи начали искать союза с противниками Норвегии — датским королём Свеном Вилобородым и шведским королем Олафом Шётконунгом. Сигрид Гордая также убеждала мужа выступить против Олафа Норвежского; войска оппозиции внутри страны возглавлял сын убитого ярла Хакона Эйрик.
Олаф выступил против коалиции своих врагов. Он отправился в Польшу, чтобы забрать имущество своей жены. Обратно в Норвегию Олаф решил идти со всем своим флотом, но был предан вождем йомсвикингов Сигвальдом Струт-Харальдсоном, который убедил его, что враги не собираются атаковать Олафа. Король Норвегии отпустил большую часть кораблей, но, несмотря на слова Сигвальда, был атакован.
9 (по другим версиям — 10 или 11) сентября 1000 года Олаф погиб в битве у Свольдера. В саге была помещена легенда, что конунг якобы мог спастись, так как никто не видел, как он погиб. Впрочем, эта легенда относится, скорее всего, к числу преданий о вечно живых «спящих» героях. После смерти Олафа I Норвегия вновь перешла под власть датской короны, а фактическим правителем от имени датского короля стал ярл Эйрик Хаконссон.

## Семья

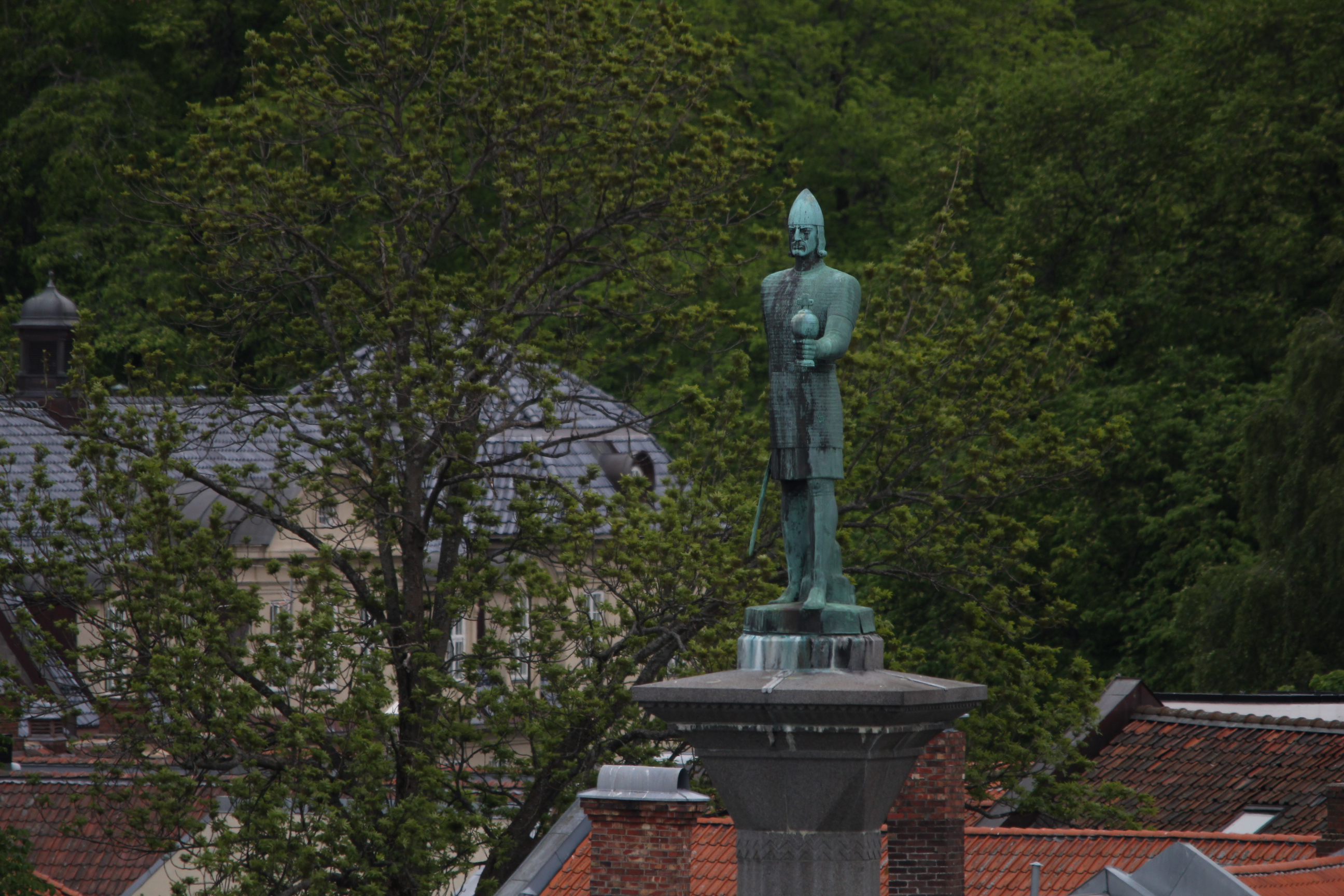
Памятник Олаву I как основателю Тронхейма на центральной площади города

По саге, у Олафа Трюггвасона было четыре жены:
- Гейра, дочь вендского короля Бурислава (возможно, Мешко I). Олав вступил с ней в брак в 982 году. Брак продлился до 985 года, когда Гейра умерла. Детей в браке не было.
- Гида (Гита, Гюда), дочь (по саге сестра) дублинского короля Олафа Кварана. Брак был заключён в конце 980-х годов, причём, право вступить в брак с Гидой Олаф завоевал, победив ещё одного претендента на хольмганге. Брак длился до начала 990-х годов, когда Олав вернулся в Норвегию.
  - От этого брака, предположительно, Олаф имел сына Трюггви Претендента, который в 1033 году попытался завоевать власть в Норвегии. Впрочем, происхождение Трюггви Претендента не ясно, возможно, он был самозванцем.
- Гудрун Скеггидоттир, дочь знатного бонда Железного Скегги. Этот брак был заключён в 996 или 997 году по требованию родичей Железного Скегги, убитого за нежелание принять христианство. По саге, этот брак длился всего одну ночь — в первую же брачную ночь Гудрун попыталась убить Олафа, но он сумел предотвратить нападение. После этого Гудрун покинула Олафа и никогда более с ним не жила.
- Тира Датская (Тюра, Тюри), дочь Харальда Синезубого, короля Дании. Брак был заключён в 999 году. Тира была выдана отцом замуж за Бурислава Вендского, отца первой жены Олафа Трюггвасона, но вскоре она сбежала от мужа — «конунга язычника и старика»[1]. Добравшись до Норвегии, она встретилась с Олафом, который предложил ей вступить с ним в брак. Этот брак был бездетным и продолжался недолго — уже в следующем году Олаф погиб, а вслед за ним, по саге, покончила жизнь самоубийством и Тира.

## Критика
По мнению валлийского писателя и историка Гвина Джонса:

Вопреки всем панегирикам позднейших почитателей Олава сына Трюггви, властвовал он недолго, и для страны это были не лучшие времена. Историки XIII в. с блеском расписывают красоту конунга, его доблесть, силу и мастерство в ратных делах, его труды на благо Норвегии и веры, события его жизни — от сказочного рождения до героической смерти; и тем не менее в действительности мы знаем об Олаве сыне Трюггви очень мало.
Даже когда дело касается его якобы христианского рвения, источники полностью противоречат друг другу. Адам Бременский, писавший в 1080 г., отзывается об Олаве, сыне Трюггви, с несвойственной ему желчностью: «Кое-кто говорил, что он был христианином, другие — что он отступился от веры, но все сходятся на том, что он был очень искусен в прорицаниях, предсказывал судьбу и верил в гадания по птицам. Оттого он и получил своё прозвище Кракабен (Воронья Кость). Также рассказывают, что он занимался колдовством и держал при себе колдунов, с помощью которых завоевал страну и своими заблуждениями вверг её в ничтожество.» Норвежские и исландские источники говорят нечто прямо противоположное, и в данном случае, вероятно, правы. Едва ли Олав интересовался тонкостями христианского учения, и даже самые ревностные почитатели не приписывают ему стремления к духовным идеалам. Но подобно Хакону Доброму, сыновьям Эйрика, Харальду Синезубому и Свейну Вилобородому, он хорошо понимал, какие выгоды сулит его стране принадлежность к европейскому христианскому сообществу.
От принятия христианства немало выиграли бы и Норвегия, и её конунг; кроме того, это был хороший способ подчинить себе труднодоступные и независимые северные фюльки.— Гвин Джонс., Викинги. Потомки Одина и Тора. Вторая часть. Гл. 4.

## Образ Олафа Трюггвасона в культуре

### В музыке
- Опера норвежского композитора Эдварда Грига «Олаф Трюггвасон», оставшаяся незавершённой.

### В кино
- «Викинг» / «The Viking» (США; 1928) режиссёр Рой Уильям Нилл; в роли короля Олафа — Рой Стюарт.
- «Белый викинг» / «Hvíti víkingurinn», снят исландским режиссёром Храфном Гуннлаугссоном в 1991 году. Роль конунга Олафа исполнена Эгиллом Олафсоном.

### В мультфильмах
- «Князь Владимир» (2006; Россия) режиссёр Юрий Кулаков, Олафа озвучивает Владимир Гостюхин.